# Rio Cacine
O rio Cacine é um curso d'água que corre ao sul da Guiné-Bissau, sendo um dos mais importantes rios do país. Sua foz fica à jusante da cidade de Cacine. A bifurcação fluvial canal do Melo, que forma a ilha de Melo, liga o Cacine ao rio Cumbija antes de sua foz. Deságua entre as ilhas de Melo e Tristão, que fazem parte do arquipélago de Como, Melo e Tristão.
O rio nasce no noroeste das terras do sector de Quebo, na região de Tombali, atravessando toda a região de leste a oeste, até chegar no arquipélago de Como, Melo e Tristão, no oceano Atlântico, nas proximidades da fronteira com a Guiné-Conacri.
Considera-se que o rio têm dois locais de foz, pois bifurca formando o canal de Melo. O braço principal do rio tem sua foz no oceano Atlântico, enquanto que o braço canal de Melo tem sua foz no encontro das águas do rio Cumbija.
A baixa fertilidade da margens deste rio permitiram que a região permanecesse menos povoada e, portanto, mais preservada e menos degradada ambientalmente do que o restante do país.